# Diocesi di Bonusta
La diocesi di Bonusta (in latino Dioecesis Bonustensis) è una sede soppressa e sede titolare della Chiesa cattolica.

## Storia
Bonusta, nell'odierna Tunisia, è un'antica sede episcopale della provincia romana dell'Africa Proconsolare, il cui primate era il vescovo di Cartagine.
Incerta è la localizzazione di questo sito, che probabilmente si trovava nei pressi di Cartagine.
Sono due i vescovi noti di questa sede. Alla conferenza di Cartagine del 411, che vide riuniti assieme i vescovi cattolici e donatisti dell'Africa, partecipò per parte cattolica Rufinianus episcopus Bonustensis, che in passato era stato vescovo donatista.
Il nome di Cyprianus episcopus Bonustensis figura al 31º posto nella lista dei vescovi della Proconsolare convocati a Cartagine dal re vandalo Unerico nel 484; Cipriano, come tutti gli altri vescovi cattolici africani, fu condannato all'esilio.
Dal 1933 Bonusta è annoverata tra le sedi vescovili titolari della Chiesa cattolica; dal 4 dicembre 2010 il vescovo titolare è Heinz-Günter Bongartz, già vescovo ausiliare di Hildesheim.

## Cronotassi

### Vescovi
- Rufiniano † (menzionato nel 411)
- Cipriano † (menzionato nel 484)

### Vescovi titolari
- Martin Joseph-Honoré Lajeunesse, O.M.I. † (25 aprile 1933 - 10 luglio 1961 deceduto)
- Ivo Gugić † (12 luglio 1961 - 22 novembre 1983 nominato vescovo di Cattaro)
- Isaac Danu (4 giugno 1984 - 1º settembre 1989 nominato vescovo di Toungoo)
- Stefan Cichy (26 agosto 1998 - 19 marzo 2005 nominato vescovo di Legnica)
- John Gerard Noonan (21 giugno 2005 - 23 ottobre 2010 nominato vescovo di Orlando)
- Heinz-Günter Bongartz, dal 4 dicembre 2010